# Fusariella candida
Fusariella candida är en svampart som beskrevs av Matsush. 1993. Fusariella candida ingår i släktet Fusariella, divisionen sporsäcksvampar och riket svampar.   Inga underarter finns listade i Catalogue of Life.